# Dammburg (Wentorf)
Die Dammburg ist eine frühmittelalterliche Wallburg 750 m nordöstlich von Wentorf in der Gemeinde Obernholz im niedersächsischen Landkreis Gifhorn an der Einmündung des Gosebachs in die Ise.

## Geschichte
Es sind keine historischen Quellen bekannt, die sich auf die Dammburg beziehen ließen. Wahrscheinlich handelte es sich aufgrund der fehlenden Funde um eine Fliehburg für eine kleinere Bevölkerungsgruppe, vermutlich einen adeligen Familienverband. Dessen Wohnsitz wäre auf der Geest bei Wentorf zu suchen. Der historische Zusammenhang könnte in einer frühmittelalterlichen Urbarmachung der Ise-Gosebach-Niederung bestehen. Denkbar wäre auch eine Errichtung gegen Slawen oder die Ungarneinfälle im späten 9./10. Jahrhundert. Die Form der Burg ist typisch für das 9.–11. Jahrhundert.

## Beschreibung
Die Burg besitzt die Form eines leicht ovalen Ringwalls von 50–55 m Durchmesser. Die Breite des Walls beträgt 8–10 m, seine Höhe max. 2 m. Der Wall ist heute vielfach gestört und im Nordwesten auf 45 m Länge abgetragen. Im Norden ist er einplaniert, in seinem Verlauf aber noch zu erschließen. Ein vorgelagerter Graben von nur noch 0,30 m Tiefe ist noch streckenweise erkennbar. Laut der Angabe von Carl Schuchhardt befindet sich der ursprüngliche Zugang im Nordosten, andere Walllücken seien rezent.